# Басов, Сергей Николаевич
Сергей Николаевич Басов (1 марта 1892, Кизыл-Арват — 29 октября 1917) — русский военный лётчик, герой Первой мировой войны.

## Биография
Родился 1 марта 1892 года в городе Кызыл-Арвате (ныне — Гызыларбат, Туркмения), сын поручика, происходил из дворян Тверской губернии.
Образование получил в Петровском Полтавском кадетском корпусе, по окончании которого в 1909 году поступил в Николаевское инженерное училище. 6 августа 1912 года выпущен из училища подпоручиком в Керченскую крепостную минную роту.
Накануне Первой мировой войны Басов прошёл обучение на теоретических авиационных курсах при Санкт-Петербургском политехническом институте Отдела воздушного флота и с 16 сентября 1914 года состоял в Брест-Литовском крепостном авиационном отряде (с 9 ноября 1914 года — 26-й корпусной авиационный отряд). За отличие 1 октября 1914 года произведён в поручики.
14 марта 1915 года Басов был переведён на должность младшего офицера в 32-й корпусной авиационный отряд и уже через несколько дней, 29 марта, заслужил свой первый боевой орден — св. Станислава 3-й степени с мечами и бантом. Далее, продолжая службу в качестве военного лётчика, Басов заслужил ещё ряд орденов: св. Анны 4-й степени «За храбрость» (15 июня 1915 года), св. Владимира 4-й степени с мечами и бантом (17 сентября 1915 года) и св. Анны 3-й степени с мечами и бантом (14 октября 1915 года). Наконец, Высочайшим приказом от 1 марта 1916 года Басов был награждён орденом св. Георгия 4-й степени
За то, что 29-го августа 1915 г. совместно с лётчиком наблюдателем лейтенантом флота Владимиром Нарковичем произвёл воздушную разведку в тылу позиции противника на р. Горынь в районе м. Деражно, и будучи обстреляны артиллерийским огнём противника, повредившим аппарат, несмотря на это и сильный ветер продолжали разведку, обнаружив движение бригады пехоты, шедшей на усиление противника и группировку его сил. Своевременно представленные эти сведения дали возможность принять меры, повлёкшие за собой полный успех последующих действий.
29 октября 1917 года поручик Басов с лётчиком-наблюдателем Мансветовым выполняли воздушную разведку и были встречены истребителями противника. В воздушном бою самолёт Басова и Мансветова был сбит и упал на землю в районе деревни Богдановка. Оба лётчика погибли.